# Groene groei
Groene groei (Engels green growth) omschrijft een hypothetisch model van economische groei die op een duurzame manier wordt gerealiseerd. De kern van het concept is de ontkoppeling van economische groei van grondstofgebruik en negatieve gevolgen voor het milieu.  Zolang economische groei een hoofddoel van politiek en economisch handelen blijft, is groene groei de enige manier om een vermindering van milieuvervuiling te bereiken.  
In het debat om mogelijke transities naar een duurzame economie verschilt groene groei dus van perspectieven die economische groei fundamenteel in twijfel trekken. Critici van groene groei stellen dat groene groei onderliggende oorzaken van milieuvervuiling niet oplost. In plaats van groene groei pleiten deze critici bijvoorbeeld voor alternatieve economische modellen zoals een circulaire economie of een vermindering van economische activiteit (zie degrowth). De kwestie of groene groei mogelijk is, kan dus niet als opgelost beschouwd worden.

## Terminologie
Er bestaan verschillende definities van de term groene groei. In het algemeen is groene groei gebaseerd op het idee van een groeiende economie terwijl negatieve gevolgen voor het milieu tot een minimum beperkt of helemaal geëlimineerd worden. Er is dus een ontkoppeling van economische groei en negatieve gevolgen voor het milieu nodig. 
Er wordt een onderscheid gemaakt tussen relatieve ontkoppeling en absolute ontkoppeling. Relatieve ontkoppeling betekent dat de economie sneller groeit dan de druk op het milieu. Absolute ontkoppeling betekent dat de economie groeit terwijl druk op het milieu daalt.pp.470
Ontkoppeling wordt op meerdere manieren gemeten. Grondstofontkoppeling betekent dat de economische groei van het grondstoffengebruik ontkoppeld wordt. Impactontkoppeling bestaat als de economische groei van negatieve gevolgen voor het milieu ontkoppeld wordt, zoals koolstofemissies, milieuvervuiling of verlies aan biodiversiteit.

## Groene groei in beleidsstrategieën
De eerste beleidsstrategie in die de term groene groei opdook was Zuid Korea’s nationale strategie voor groene groei in 2009, deels als antwoord op de mondiale financiële crisis.pp.488 Internationaal heeft groene groei in de OESO, de Wereldbank en het VN-Milieuprogramma drie belangrijke voorstanders.pp.470 In 2011 publiceerden de OESO en het VN-Milieuprogramma hun eerste beleidsstrategieën voor groene groei. De Wereldbank gebruikte de term voor het eerst in 2012. Het discours over groene groei is ook in Nederland al aangekomen, en wordt door de Nederlandse overheid gebruikt.

## Mogelijkheden voor ontkoppeling

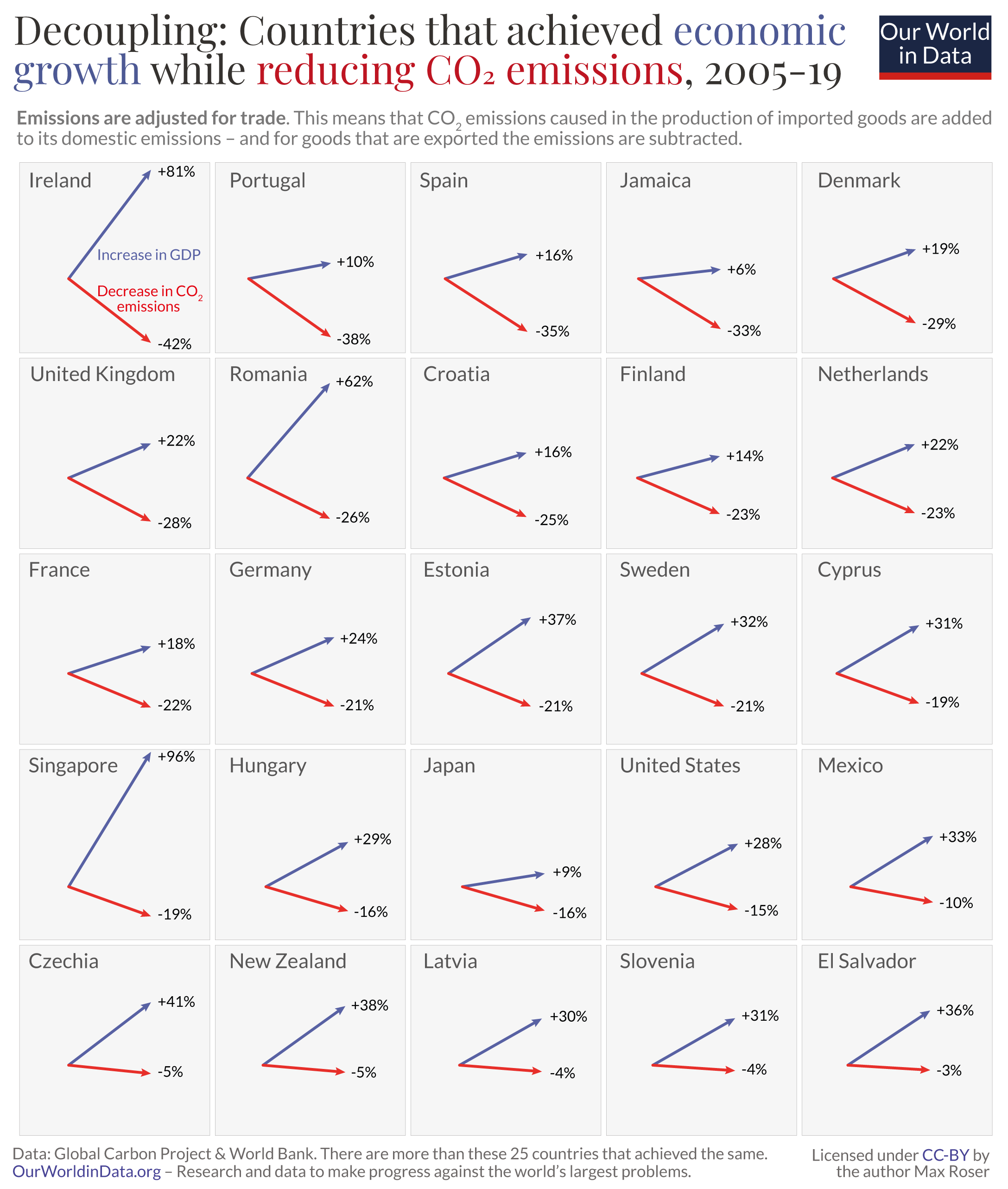
Absolute ontkoppeling: landen die de uitstoot hebben teruggedrongen en tegelijkertijd de economie hebben laten groeien.

Er zijn verschillende opvattingen over hoe ontkoppeling kan worden gerealiseerd. 
Een argument is gebaseerd op de milieu-kuznetscurve. Volgens deze theorie stijgt milieuvervuiling door grondstofgebruik met de ontwikkeling van een economie tijdens een periode van industrialisering en daalt weer tijdens de overgang tot een diensteneconomie. Historisch is er geen bewijs dat de overgang naar een diensteneconomie leidt tot een daling van het grondstofgebruikpp.472.
Terwijl de energie-intensiteit van de productie in de laatste vijf decennia sterk gedaald is, is het absolute energieverbruik toegenomenpp.21. Volgens het VN-Milieuprogramma is relatieve ontkoppeling niet voldoende om binnen de zogenoemde planetaire grenzen te blijven, maar absolute ontkoppeling is nodig om de milieudoelstellingen te bereiken.
Empirisch bewijs voor ontkoppeling is in het academisch debat omstreden. Een gebruikelijke metriek voor grondstof ontkoppeling is het bruto nationaal product door binnenlands materiaalverbruik (Engels: domestic material consumption) te delen.pp.471 Met deze metriek is volgens de OESO relatieve ontkoppeling in vele landen bereikt, en in Europese OESO Landen ook absolute ontkoppelingpp.471. Omdat deze indicator de impact van importproducten uitsluit meten andere studies ontkoppeling als de nationale materiële voetafdruk, het grondstofverbruik door nationale consumptie. Volgens deze metriek is er geen bewijs voor absolute ontkoppeling, weinig landen hebben relatieve ontkoppeling bereikt en voor de meeste landen heeft er een herkoppeling plaatsgevonden. 
Een andere mogelijkheid voor ontkoppeling die gedebatteerd wordt is dat ontkoppeling in de toekomst door technologische innovatie en beleid bereikt kan wordenpp.472. Wat koolstofemissies betreft is er een trend naar relatieve ontkoppeling terwijl absolute ontkoppeling van economische groei en koolstofemissies in een aantal landen een realiteit blijkt.pp.476 Tussen 2006 en 2016 daalden koolstofemissies in de VS en de lidstaten van de Europese Unie, terwijl er economische groei was. In China en ook op wereldschaal bleven de koolstofemissies stijgen.pp.476
Een studie door Jason Hickel uitgevoerd op wereldschaal onderzoeken komy tot het resultaat dat zelfs met optimistische aannames geen absolute ontkoppeling zou plaatsvinden.pp.473-474 Volgens het VN-Milieuprogramma moet in zulke voorspellingen rekening worden gehouden met de reboundeffect, waar efficiënter grondstofgebruik leidt tot een daling van prijzen een daardoor weer tot een bepaalde toename van de navraag.pp.12pp.474 Actuele ontkoppeling is niet voldoende om het doel van 1,5 °C of 2 °C vermindering uit het klimaatakkoord van Parijs te bereiken. Volgens Jason Hickel blijkt het niet mogelijk om koolstofemissies snel genoeg van economische groei te ontkoppelen om het doel van 2 °C te halen.pp.476-483 Voorspellingen van de Intergouvernementele Werkgroep inzake Klimaatverandering (Engels: IPCC), die van verdere groei en het behalen van het doel van 2 °C vermindering, berusten meestal op enorme gebruik van technologieën voor de opvang en opslag van koolstof.pp.477 Of deze technologieën op grote schaal kunnen ingezet worden om het beoogde doel te bereiken wordt in de klimaatwetenschappen over gedebatteerd.pp.477-47
Milieuwetenschapper Rikard Warlenius stelt in het wetenschappelijke tijdschrift Ecological Economics dat de pessimistische beoordeling van Hickel over ontkoppeling niet is gebaseerd op solide argumenten, maar eerder op een verkeerd begrip van wat ontkoppeling inhoudt. Warlenius acht dit pessimisme bovendien ongegrond, aangezien ontkoppeling van meer dan 4% al heeft plaatsgevonden en er geen reden is waarom krachtige beleidsmaatregelen geen nog hogere percentages zouden kunnen bereiken. Hij vindt het verrassend dat academici zoals Hickel en Kallis zich geen “agressiever beleid” konden voorstellen dan in hun model werd gebruikt. Onder normale omstandigheden leidt economische groei tot een toename van de uitstoot (terwijl de koolstofintensiteit daalt) en zorgt krimp (recessie) voor stabilisatie van de uitstoot. Tegelijkertijd is groei volgens hem waarschijnlijk beter gepositioneerd dan krimp om de voorwaarden te scheppen voor ambitieus klimaatbeleid, zoals de diepe, transformerende en kostbare transities beschreven door het IPCC.

## Steun
In een representatieve enquête onder Spaanse burgers vonden Drews en van den Bergh (2016) dat twee derde van de burgers economische groei en milieuduurzaamheid als verenigbaar beschouwde (groene groei), terwijl ongeveer een derde er de voorkeur aan gaf economische groei als beleidsdoel te negeren (agrowth) of deze geheel te stoppen (degrowth).
Drews en Van den Bergh onderzochten ook de opvattingen van wetenschappers over economische groei versus het milieu. De respondenten waren academici die publiceerden over de relatie tussen economische groei en milieuduurzaamheid, afkomstig uit een interdisciplinaire groep economen, milieu-sociaalwetenschappers en milieunatuurwetenschappers, geselecteerd op basis van hun publicaties in toonaangevende peer-reviewed tijdschriften. Minder dan 1% was voorstander van het nastreven van economische groei ongeacht de milieugevolgen (“groei tot elke prijs”), 42% steunde de opvatting dat groei verenigbaar kan worden gemaakt met milieuduurzaamheid (“groene groei”), 31% gaf de voorkeur aan het negeren van economische groei als beleidsdoel (“agrowth”) en 17% was voorstander van het volledig stopzetten van economische groei (“degrowth”).